# Монах (фильм, 2011)
«Монах» (англ. The Monk) — французский мистический триллер 2011 года режиссёра Доминика Молль. Сценарий фильма написан им же по мотивам одноимённого готического романа Мэтью Льюиса 1796 года, в котором рассказывается история капуцина Амбросио, уважаемого в Испании монаха, завершающаяся его грехопадением. Фильм впервые был показан во Франции 13 июля 2011 года. Съёмки фильма проходили в городе Жирона, Каталония, Испания.

## Сюжет
Неизвестный оставляет младенца у стен монастыря. Сердобольные послушники оставляют мальчика, нарекают Амбросио и воспитывают в строгой морали и католической традиции. Юный Амбросио очень благочестив и кроток, им прилежно постигаются науки и открываются истины. Амбросио принимает монашеский постриг и довольно быстро становится глубокочтимым проповедником. Несмотря на юный возраст, суждения Амбросио неоспоримы, и толпы людей стекаются послушать его проповеди. Притворившись юным послушником Валерио, ведьма Матильда проникает в стены монастыря и совращает Амбросио, как оказалось, даже самый духовно сильный человек не застрахован от обыкновенных человеческих слабостей.

## В ролях
- Венсан Кассель — монах капуцин Амбросио;
- Дебора Франсуа ― Валерио;
- Жозефин Жапи ― Антония;
- Катрин Муше ― Эльвира;
- Джеральдина Чаплин ― настоятельница женского монастыря;
- Сержи Лопес;
- Хорди Даудер